# Marcin Baranowski
Marcin Baranowski herbu Ostoja (zm. przed 1601) – właściciel dóbr ziemskich w Stanominie, pisarz ziemski inowrocławski.

## Życiorys
Marcin Baranowski należał do rodu Ostojów. Wspomniany został przez Bartosza Paprockiego i Kaspra Niesieckiego. Pochodził z rodziny wywodzącej się z Jerzykowa (koło Pobiedzisk). Nazwisko Baranowski, przedstawiciele tej rodziny, utworzyli od Branowa (obecnie w gminie Mosina), gniazda Baranowskich herbu Łodzia, z którymi byli spokrewnieni po kądzieli. Pierwszym, który używał nazwisko Baranowski był dziad Marcina - Wojciech Jerzykowski, właściciel części wsi Kozarzew, Psarskie, Gorazdowo i Borkowo. Rodzicami Marcina Baranowskiego byli - Małgorzata Racięcka (Racięska) i Stanisław Baranowski (czasem Jerzykowski), dziedzic Stanomina i Woli w powiecie inowrocławskim. Marcin Baranowski miał cztery córki: Helenę, Barbarę, Małgorzatę i Katarzynę. Według Seweryna Uruskiego miał mieć też kilku synów, których potomstwo przeniosło się na Ruś Czerwoną i Podole. Dziedziczył dobra w Stominie, gdzie posiadał, w 1583 roku, 2 łany w części szlacheckiej i dzierżawił 3 łany w części będącej królewszczyzną. W latach (1578-1584) obejmował urząd pisarza ziemskiego inowrocławskiego. Nie żył już w 1601 roku, kiedy jego córki wspomniano jako pozostające pod opieką stryja Jana Baranowskiego. Najbardziej znaną postacią spośród jego najbliższych krewnych był stryj Dobrogost Baranowski, dziedzic w Kozarzewie, burgrabia ziemski koniński.
Bratankiem Marcina Baranowskiego był Jan Baranowski, sędzia grodzki bydgoski.